# Clara Rugaard
Clara Rugaard-Larsen conhecida como Clara Ruggard (Hellerup, 5 de dezembro de 1997) é um atriz e cantora dinamarquesa.
Ela apareceu pela primeira vez em filme no filme dinamarquês de 2013 Min søsters børn i Afrika (Minha Irmã na África). Antes disso, ela era conhecida por cantar a música tema para Violetta, do Disney Channel. Desde sua estréia no cinema, ela estrelou séries de televisão, The Lodge e Still Star-Crossed e vários filmes, incluindo Good Favour, Teen Spirit e I Am Mother.